# Fabio Vacchi
Fabio Vacchi (* 19. Februar 1949 in Bologna) ist ein italienischer Komponist. Er schreibt neben Kammermusik und Orchesterwerken vor allem Opern und gelegentlich Filmmusik.

## Biografie
Vacchi (wa-ki gesprochen) studierte bei Giacomo Manzoni, Franco Donatoni und Tito Gotti. 1974 besuchte er Kurse am Berkshire Music Center in Tanglewood / USA. Er gewann den „Koussevitzky Prize in Composition“.
Für seine „Soupirs de Genève“ für elf Solostreicher bekam Vacchi 1976 den ersten Preis beim Gaudeamus-Wettbewerb in den Niederlanden. 1979 und 1981 widmete die Biennale Venedig seinem Werk Sonderkonzerte. 1982 wurde beim Musikfest Florenz Vacchis erste Oper „Girotondo“, nach einem Text von Arthur Schnitzler, uraufgeführt.
1990 brachte das Teatro Comunale von Bologna seine Oper „Il Viaggio“ zur Uraufführung. 1993 folgte in Lyon „La Station thermale“, nach einem Stück von Carlo Goldoni. Im Dezember 1995 dirigierte Vacchi seine Pantomime „Faust“, nach Heinrich Heine, am Teatro Comunale Bologna. 1998 führten die Lyon National Opera und das Teatro Comunale di  Bologna seine Oper „Les Oiseaux de Passage“ auf.
Für die Saison 2005/2006 bekam Vacchi von der Mailänder Oper La Scala den Auftrag für „Teneke“, nach einem Text des türkischen Schriftstellers Yashar Kemal. Von den Opernhäusern Madrid und Lissabon wurde ihm die Aufgabe anvertraut, ein bisher unveröffentlichtes Opernfragment von Manuel de Falla, „El Fuego Fatuo“, zu vervollständigen.
Zweimal ehrten die Salzburger Festspiele Vacchi mit der Vergabe von Auftragswerken: Im Juli 2000 spielte das Orchestre de Paris unter Ivan Fischer im Kleinen Festspielhaus „Tre veglie“ für Mezzosopran, Violoncello und Orchester. Im August 2006 brachten im Großen Festspielhaus die Wiener Philharmoniker unter Riccardo Muti „Giusta Armonia“ zur Uraufführung.
Von Vacchis Instrumentalwerken sind hervorzuheben: Luoghi Immaginari (1987–1992), die Kantate Sacer Sanctus für Chor und Instrumente (1997) und Notturno concertante für Gitarre and Orchester (1994).
2001 komponierte Vacchi die Filmmusik zu „Il mestiere delle armi“ von Ermanno Olmi. Er bekam dafür den „David di Donatello“-Preis. Eine Nominierung für den „David di Donatello“ erhielt er für die Filmmusik von „Centochiodi“ (2007).

## Auszeichnungen
- 1976 Kompositionspreis der Stiftung Gaudeamus
- 2001 Premio David di Donatello, für Filmmusik zu „Il mestiere delle armi“
- 2023 Antonio-Feltrinelli-Preis

## Werke (Auswahl)
Opern
- Girotondo (Florenz 1982)
- Il Viaggio (Bologna 1990)
- La Station thermale (Lyon 1993)
- Les oiseaux de passage (Lyon 1998)
- Il letto della storia (2002, UA Florenz 2003)

Ballettmusik
- Dioniso germogliatore (Ravenna 1996)

Orchesterwerke
- Concerto per pianoforte e orchestra (1983)
- Luoghi immaginari (1987–92)
- Diario dello sdegno (2002) – Auftragswerk für das Teatro alla Scala, Mailand
- Mare che fiumi accoglie (2007) – Auftragswerk für die Accademia nazionale di Santa Cecilia, Rom
- Tagebuch der Empörung (2011) – Auftragswerk für das Gewandhaus Leipzig
- Der Walddämon (2015) – Auftragswerk für das Gewandhaus Leipzig

Kammermusik
- Plynn für Gitarre (1986)
- Wanderer-Oktett (1997)
- Wanderer-Sextett (2000) – Auftragswerk für das Mahler Chamber Orchestra
- Fünf Streichquartette

1. Quartetto per archi Nr. 1 (1992)
2. Quartetto per archi Nr. 2
3. Quartetto per archi Nr. 3 (2001) –  Auftragswerk des Tokyo String Quartet
4. Quartetto per archi Nr. 4 (2004) – Auftragswerk für Radio RAI
5. Quartetto per archi Nr. 5 (2008)

Filmmusik
- Il Mestiere delle armi (2001)
- Gabrielle – Liebe meines Lebens (2005)
- Centochiodi (2007)

## Diskografie
| Titel                                                                     | Solisten                                                                | Orchester / Ensemble                                                                 | Dirigenten                      | Jahr | Label                                                        |
| ------------------------------------------------------------------------- | ----------------------------------------------------------------------- | ------------------------------------------------------------------------------------ | ------------------------------- | ---- | ------------------------------------------------------------ |
| Luoghi immaginari                                                         | Marco Lazzara                                                           | EnsembleMusica20                                                                     | Guido Guida, Mauro Bonifacio    | 1996 | BMG Ricordi CRMCD 1043                                       |
| La station thermale                                                       | Cécile Besnard, Christophe Lacassagne, Pomone Epoméo, Catherine Renerte | Orchestre de l’Opéra de Lyon                                                         | Claire Gibault                  | 1998 | BMG Ricordi 74321356142 (2 CDs)                              |
| Wanderer Oktett – Dionysos                                                | -                                                                       | Orchestra Sinfonica Siciliana, Contempoartensemble, Agon Acustica Informatica Musica | Emilio Pomarico, Mauro Ceccanti | 2000 | Stradivarius STR 33597                                       |
| Movimento di quartetto in „Quartetti per archi: Schubert, Vacchi, Ligeti“ | -                                                                       | Quartetto Savinio                                                                    | -                               | 2004 | Paragon, CD-Beigabe zum Amadeus-Magazin, Juni 2004 SMF 001-2 |
| Gabrielle                                                                 | Raina Kabaivanska, Pavel Vernikov                                       | Orchestra Sinfonica di Milano „G.Verdi“                                              | Claire Gibault                  | 2005 | Sony BMG 82876730902                                         |
| Quintetto in „Rotte sonore“                                               | -                                                                       | Dedalo Ensemble                                                                      | Vittorio Parisi                 | 2007 | Stradivarius STR 33747                                       |
| Mignon (Über die Sehnsucht) in „La voce contemporanea in Italia vol.3“    | Tiziana Scandaletti, Riccardo Piacentini                                | -                                                                                    | -                               | 2007 | Stradivarius STR 33769                                       |
| Luoghi immaginari                                                         | Marco Lazzara                                                           | EnsembleMusica20, Orchestra Sinfonica Siciliana                                      | Guido Guida, Mauro Bonifacio    | 2007 | Stradivarius STR 57005                                       |